# Adelaida de Meissen
Adelaida de Meissen (en checo: Adléta Míšeňská; en alemán: Adelheid von Meißen) (Meissen, c. 1160 - Meissen, 2 de febrero de 1211), miembro de la Casa de Wettin, fue reina consorte de Bohemia desde 1198 hasta 1199 como la primera esposa del rey Otakar I de Bohemia. Cuando su marido declaró su matrimonio nulo, Adelaida comenzó una larga disputa legal que implicó a numerosos dignatarios religiosos y seculares de su época.

## Biografía
Adelaida nació aproximadamente en 1160 como la segunda hija del margrave Otón II de Meissen (1125-1190) y de su esposa, Eduvigis de Ballenstedt (fallecida en 1203), una hija del margrave Alberto I de Brandeburgo. Adelaida conoció a su futuro marido, Otakar, en la década de 1170, en el exilio de éste durante las luchas internas dentro de la dinastía de los Premislidas. Se casaron en 1178 sin el consentimiento de sus familias. Es posible que el matrimonio haya sido forzado debido a su embarazo. Adelaida dio a luz a un hijo, Bratislao, pronto después.

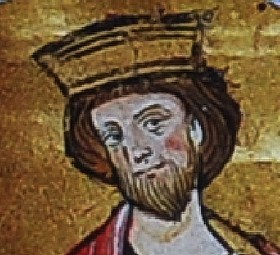
Otakar I de Bohemia, Landgrafenpsalter, manuscrito ilustrado (1211-1213).

Poco después de la boda, la pareja pudo regresar a Bohemia, donde el hermano de Otakar, Frederico (Bedřich) gobernaba; éste nombró a Otakar como uno de los líderes de sus fuerzas armadas en Moravia. En 1192, Otakar ascendió al trono de Bohemia e incluso consiguió su reconocimiento como duque por el emperador Enrique IV de la dinastía Hohenstaufen; sin embargo, perdió sus apoyos y fue depuesto poco tiempo después. De nuevo tuvo que huir de Bohemia junto con Adelaida y sus cuatro hijos.
Adelaida regresó a Meissen, a la corte de su hermano, el margrave Alberto I. Mientras tanto, Otakar se convirtió en mercenario de los príncipes alemanes para beneficiarse de la disputa por el trono alemán entre el hermano del emperador Enrique IV, Felipe de Suabia, y el duque Otón de Brunswick. Por esta época el matrimonio se distanció. Otakar decidió solucionar el problema en una manera contraria a todos los principios dinásticos.

## Dos reinas
Hacia finales de 1197, Otakar llegó a un acuerdo con su hermano menor, Ladislao III Enrique, y se convirtió en duque de Bohemia por segunda vez. Finalmente obtuvo el título real hereditario según la Bula de Oro de Sicilia emitida por Felipe de Suabia. Poco después repudió a Adelaida y también a su hijo adulto, Bratislao. Otakar tenía al menos 40 años en aquel tiempo y perdió a su heredero. Adelaida y sus hijas regresaron a Meissen otra vez mientras que Bratislao se convirtió en mercenario en Alemania e Italia.
En 1199, Otakar se divorció de Adelaida, oficialmente por consanguinidad. Ambos eran descendientes del margrave Enrique de Schweinfurt y del rey polaco Miecislao II Lambert. Eran primos en cuarto o quinto grado. Otakar se casó con Constanza de Hungría, hija del rey Bela III de Hungría, quien era su prima en cuarto grado, a finales de ese mismo año.
Sin embargo, Adelaida no tenía intenciones de ceder sus derechos ni de que sus hijos fueran considerados ilegítimos. Comenzó un litigio en 1199, pidiendo ayuda a la dinastía Hohenstaufen y al Papa Inocencio III. En la disputa por el trono alemán, tanto los Hohenstaufen y como la Casa de Welf defendieron sus derechos. En 1205, Adelaida pudo regresar a Praga por un tiempo después de que Otakar hubiera firmado un acuerdo con Felipe de Suabia. Además, su hijo primogénito con Constanza de Hungría había fallecido, y el rey decidió casar a la hija habida con Adelaida, Margarita (Dagmar), con el rey Valdemar II de Dinamarca. Sin embargo, cuando Constanza dio a luz a otro hijo varón en 1205, el futuro Wenceslao I de Bohemia, Adelaida tuvo que abandonar Bohemia permanentemente junto a sus hijas. Se retiró a la abadía de la Santa Cruz en Meissen.

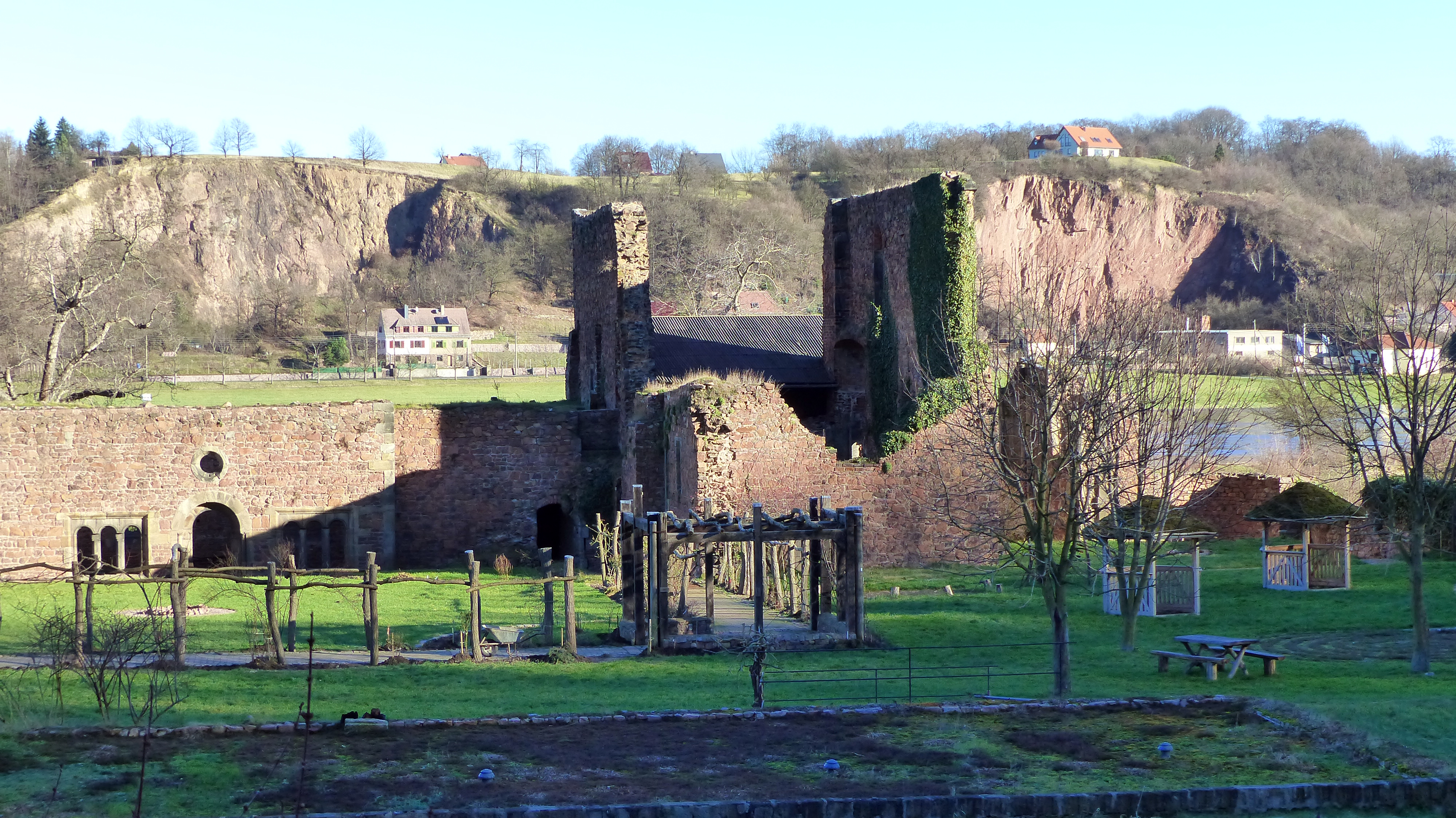
Ruinas de la Abadía de la Santa Cruz, en Meissen.

El Papa Inocencio III siguió utilizando el pleito pendiente como ventaja, pero finalmente decidió que el divorcio entre Otakar y Adelaida era legal. Adelaida siguió luchando, aunque para 1210 había perdido. Falleció un año después, el 2 de febrero de 1211, en su exilio en Meissen.

## Descendencia
- Bratislao (falleció antes de 1225).[1]
- Margarita (Dagmar) (falleció el 24 de mayo de 1212)[1], desposó al rey Valdemar II de Dinamarca.
- Borislava (falleció un 6 de febrero antes de 1238), desposó al conde Enrique I de Ortenburg.
- Eduviges (Hedvika), monja en la abadía de Gernrode y en el convento de San Jorge en Praga.